# Liste des évêques de Bossangoa
Liste des évêques de Bossangoa
(Dioecesis Bossangoensis)
La préfecture apostolique centrafricaine de Bossangoa est créée le 9 février 1959, par détachement de l'évêché de Berbérati.
Elle est érigée en évêché le 16 janvier 1964.

## Est préfet apostolique
- 14 décembre 1959 - 16 janvier 1964 : Léon Chambon (Léon Toussaint Jean Clément Chambon)

## Puis sont évêques

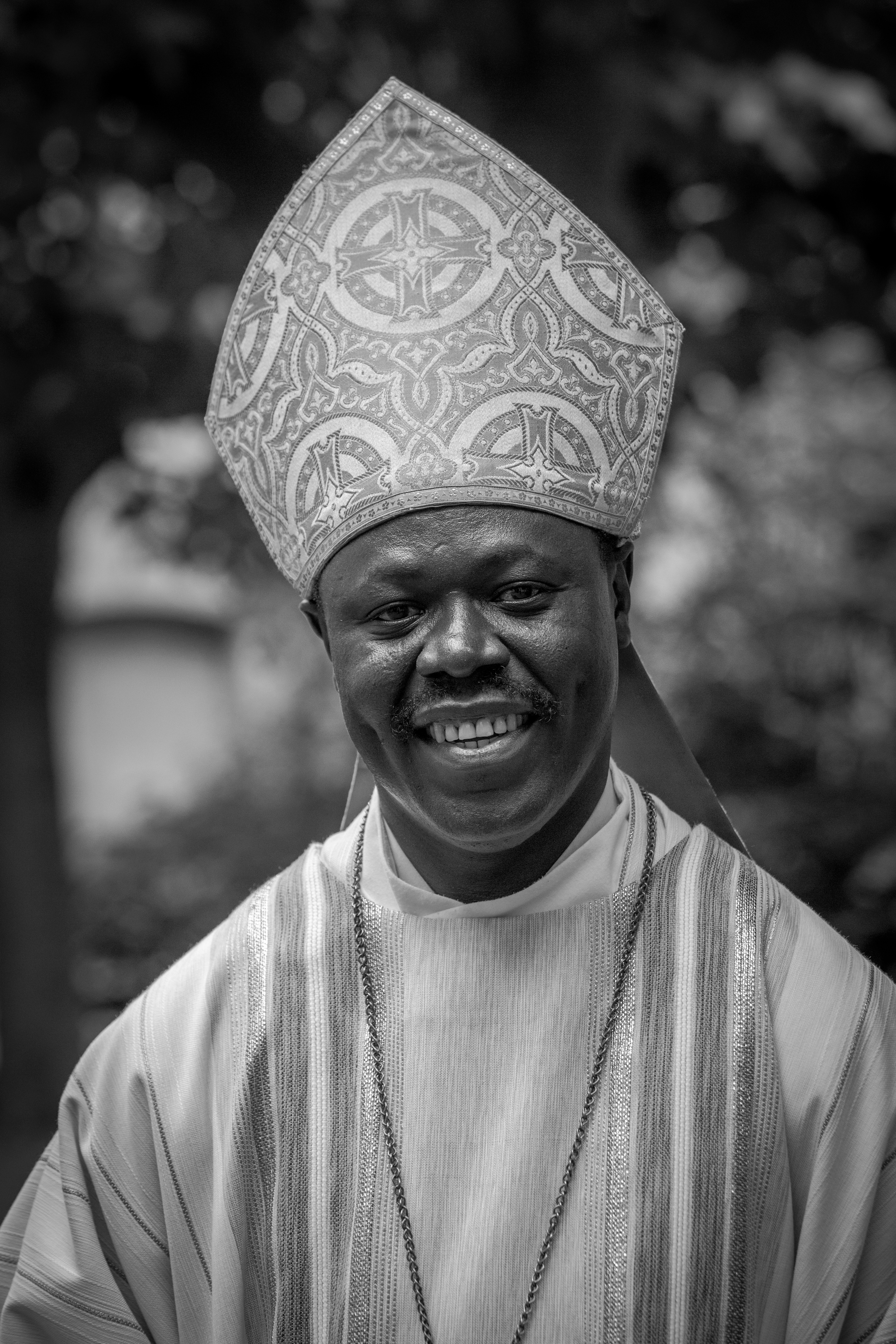
Mgr Nestor-Désiré Nongo-Aziagbia.

- 16 janvier 1964 - 22 avril 1978 : Léon Chambon (Léon Toussaint Jean Clément Chambon), promu évêque.
- 22 avril 1978 - 10 juin 1995 : Sergio Govi (Sergio Adolfo Govi)
- 10 juin 1995 - 26 juillet 2003 : Paulin Pomodimo, devient archevêque de Bangui.
- 3 avril 2004 - 16 mai 2009 : François-Xavier Yombandje
- 16 mai 2009 - 14 mai 2012 : Pascal Tongamba, administrateur apostolique
- depuis le 14 mai 2012 : Nestor-Désiré Nongo-Aziagbia

## Sources
- L'ANNUAIRE PONTIFICAL, sur le site http://www.catholic-hierarchy.org, à la page
- Blog du Diocèse de Bossangoa